# Spirosphaera floriformis
Spirosphaera floriformis är en svampart som beskrevs av Beverw. 1953. Spirosphaera floriformis ingår i släktet Spirosphaera, ordningen disksvampar, klassen Leotiomycetes, divisionen sporsäcksvampar och riket svampar.   Inga underarter finns listade i Catalogue of Life.